# Золотая лестница
«Золотая лестница» (англ. The Golden Stairs) — одна из наиболее известных картин художника-прерафаэлита Эдварда Бёрн-Джонса. Она была начата в 1876 году и выставлена в галерее Гросвенор в 1880 году.
В отличие от множества других работ Бёрн-Джонса, композиция «Золотой лестницы» не базируется на литературном источнике. Её относят к символистским картинам, так как она не имеет строгого сюжета, а скорее задаёт настроение. Картина отличается гармонией цветов, традиционной для эстетических произведений искусства 1860-х и 1870-х годов. Она явственно проявляется в этом изображении группы молодых женщин с музыкальными инструментами, спускающихся по винтовой лестнице и одетых в классические одежды белых тонов, переходящих в золотые и серебряные. Критик Фредерик Стивенс писал в журнале «Атенеум», что музыкантши «проходят мимо, как духи в зачарованном сне… куда они идут, кто они, об этом ничего нельзя сказать».
«Золотая лестница» была одной из многих картин, наброски которых Бёрн-Джонс сделал в 1872 году после своей поездки в Италию. В 1876 году он начал работу над самим полотном и закончил его в спешке в апреле 1880 года, всего за несколько дней до открытия выставки в галерее Гросвенор. Критик Стивенс обнаружил в «Золотой лестнице» влияние творчества Пьеро делла Франчески, чьи фрески Бёрн-Джонс видел и копировал в 1871 году. Фигуры музыкантш были написаны с профессиональных натурщиц, а вот их головы — с молодых женщин из круга Бёрн-Джонса.
Так его дочь Маргарет изображена четвёртой сверху и с трубой в руках, Эдит Джеллибранд, известная под сценическим псевдонимом Эдит Честер, — седьмой сверху и сутулой, Мэй Моррис, дочь Уильяма Морриса, — девятой сверху и со скрипкой в руках, Фрэнсис Грэм, впоследствии леди Хорнер, дочь Уильяма Грэма, — внизу слева и держащей тарелки. За ней на лестнице стоит Мэри Гладстон, дочь Уильяма Гладстона. Кроме того, на картине изображены лица Лоры Теннант, позднее известной как Лора Литтлтон, и Мэри Стюарт-Уортли, впоследствии леди Лавлейс.
Картина была приобретена Сирилом Флауэром (1843—1907), впоследствии известным как лорд Баттерси, политиком и меценатом, и позднее завещана им галерее Тейт, где и хранится поныне.

## Наброски

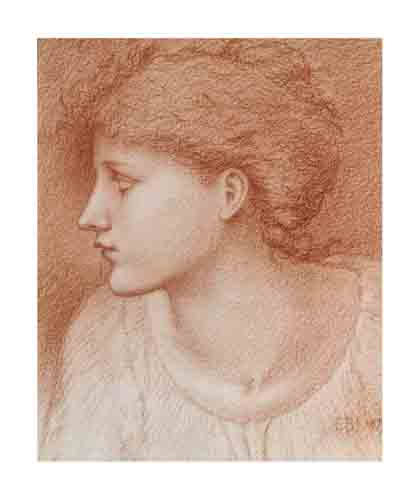
Эскиз головы девушки, 1879
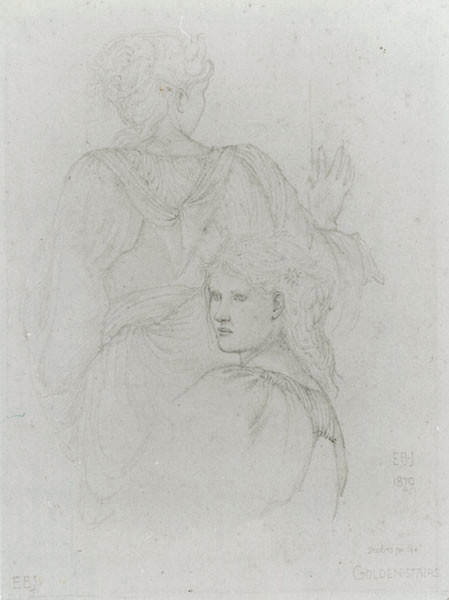
Этюд двух девушек
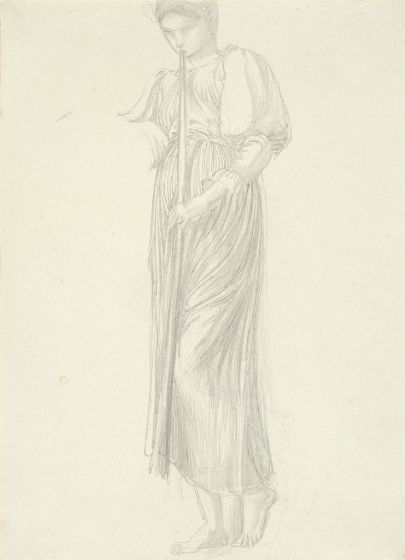
Этюд музыкантши